# Levič
Levič – wieś w Słowenii, w gminie Slovenska Bistrica. W 2018 roku liczyła 110 mieszkańców.